# 莫迪卡
莫迪卡（義大利語：Modica）是位於義大利南部西西里島上拉古薩省的一個市镇。坐落在Hyblaean山區內。莫迪卡作为诺托谷地的一座巴洛克城镇之一，是義大利的一處世界遺產。